# Talmage (Kalifornia)
Talmage – jednostka osadnicza w Stanach Zjednoczonych, w stanie Kalifornia, w hrabstwie Mendocino.